# 西沢由紀子
西沢 由紀子（にしざわ ゆきこ、5月21日 - ）は、日本のタレント。主にリポーター、ラジオパーソナリティ、テレビショッピング専門チャンネルの司会者として活動している。オフィスケイアール所属。

## 来歴
福島県出身。当初は福井県で芸能活動をしていた。
後に関東地方での活動へと移行。2000年代前期には、首都圏で行われる式典や講演の司会を務めていた。その後は、2008年4月から2010年9月までショップチャンネルのキャスト（司会者）を務めていた。
2010年代からは、同じ事務所に所属する猪野又紀子とともにQVCのショッピングナビゲーター（司会者）を務めている。並行してふくしまFMのパーソナリティも務めていた頃には、地元福島県での活動が中心になっていた。

## 出演

### テレビ番組
- 社会保険健康事業財団 健康っていいな（福井放送） - リポーター
- 福井県広報番組 トピックスふくい（福井テレビ） - 生中継リポーター
- ロッピングライフセレクション（地上波ローカル局） - MC
- ドクターシーラボ インフォマーシャル（BS/CS/地上波ローカル局）
- スマイルショッピング（テレビ東京ほか） - コメンテーター
- 痛快!買い物ランドSHOPJIMA（テレビ東京ほか） - コメンテーター

### ラジオ番組
- 大塚製薬 スポーツマンを応援します!!（FBCラジオ） - リポーター
- WHITE PARADISE FM（FM福井） - 月曜 - 金曜パーソナリティ
- BIG SOUND WAVE（FM福井） - リポーター
- サンセットラヴィングユー（FM福井） - パーソナリティ
- 住まいの市場 HOUSING A to Z（ふくしまFM『RADIO GROOVE』第1・第3水曜のコーナー）[8]